# Julian Flatau
Julian Flatau (ur. 20 maja 1870 w Płocku lub w Warszawie, zm. 23 maja 1935 w Poznaniu) – polski chemik, farmaceuta, profesor Uniwersytetu Poznańskiego i Wyższej Szkoły Handlowej w Poznaniu.

## Życiorys
Jego ojcem był Ludwik Flatau. Jednym z jego braci był neurolog Edward Flatau. 
Studiował chemię na Wydziale Przyrodniczym Uniwersytetu w Zurychu. Naukę kontynuował na Politechnice w Charlottenburgu i pracował jako asystent prof. Karla Libermanna. Pod jego kierunkiem przygotował pracę doktorską na temat kondensacji kwasu migdałowego z fenolem. Na podstawie tej pracy i złożonych egzaminów końcowych uzyskał w 1896  stopień naukowy doktora filozofii uniwersytetu w Bernie. W latach 1897–1902 był asystentem prof. Karola Friedla na paryskiej na Sorbonie. Odkrył nową metodę oddzielania geraniolu od cytrynolu. Był zatrudniony w fabryce farb w Warszawie, a od 1914 r. przy produkcji siarczku sodu w Moskwie, równolegle prowadząc wykłady na Uniwersytecie Moskiewskim. Po powrocie do kraju od 1920 r. pracował w Bydgoszczy, następnie w Poznaniu, w przemyśle farb, lakierów i syntetycznych olejków aromatycznych. Kierownik Zakładu Technologii Środków Lekarskich Uniwersytetu Poznańskiego (dziś Katedra i Zakład Technologii Chemicznej Środków Leczniczych Wydziału Farmaceutycznego Uniwersytetu Medycznego im. Karola Marcinkowskiego w Poznaniu.)
Od 1926 r. prowadził wykłady z towaroznawstwa chemicznego i technologii chemicznej na Wyższej Szkole Handlowej w Poznaniu, gdzie w 1932 r. zorganizował Zakład Towaroznawstwa i został jego kierownikiem. Wiceprezes Oddziału Poznańskiego Polskiego Towarzystwa Chemicznego; właściciel fabryki perfum syntetycznych „Syntetol”. Był encyklopedystą. Został wymieniony w gronie edytorów trzytomowej Podręcznej encyklopedii handlowej wydanej w 1931 w Poznaniu .
Był członkiem kolegium kościelnego parafii ewangelicko-augsburskiej i Polskiego Towarzystwa Ewangelickiego w Poznaniu.
W Poznaniu mieszkał przy ul. Jasnej 9 (obecnie ul. Roosevelta). Był żonaty z Fanny Flatau (1880-1973), ojciec Aleksandry i Kazimierza Flataua. Zmarł nagle na udar serca. Pochowany na cmentarzu Miłostowo.